# 天元街道
天元街道，原为天元镇，是中华人民共和国四川省德阳市旌阳区下辖的一个乡镇级行政单位。2019年12月，撤销天元镇、扬嘉镇和天虹街道，设立天元街道，以原天元镇、原扬嘉镇和原天虹街道所属行政区域为天元街道的行政区域。

## 行政区划
天元街道下辖以下地区：
天虹路社区、段家坝社区、黄连桥社区、景福场镇社区、三元村、白鹤村、歇月村、武庙村、东河村、花景村、王谊村和白江村。